# Dale L. Boger
Dale L. Boger (* 22. August 1953 in Hutchinson) ist ein US-amerikanischer Chemiker (synthetische Organische Chemie, Bioorganische Chemie, medizinische Chemie).
Boger studierte an der University of Kansas mit dem Bachelor-Abschluss 1975 und wurde 1980 an der Harvard University bei Elias James Corey promoviert (New annulation processes ; II. Studies directed toward a biomimetic syntheic approach to prostaglandins). Ab 1979 war er Assistant Professor und später Associate Professor für medizinische Chemie an der University of Kansas und ab 1985 Associate Professor und später Professor an der Purdue University. 1991 wurde er Professor am Scripps Research Institute. Er ist dort Richard and Alice Cramer Professor für Chemie. Seit 1996 ist er Mitglied des Skaggs Institute for Chemical Biology. 2012 wurde er Vorstand der Chemiefakultät als Nachfolger von Kyriacos Costa Nicolaou.
Boger befasst sich mit Totalsynthese von Naturstoffen und biologisch aktiven Substanzen und Methodologie der organischen Synthese einschließlich kombinatorischer Chemie sowie mit medizinischer und bioorganischer Chemie. Von ihm stammen wesentliche Entdeckungen zur Wechselwirkung von Medikamenten mit DNA, der Stabilisierung kleiner Moleküle, der Unterbrechung von Protein-Protein-Wechselwirkungen durch Signalübertragung und Entdeckung und Auswertung neuer biologischer Zielmoleküle.
Er ist Mitglied der National Academy of Sciences (2014), der American Academy of Arts and Sciences (2006) und der American Association for the Advancement of Science, Fellow der American Chemical Society (2010) und der Royal Society of Chemistry (2008), deren Adrien Albert Medal er erhielt.
2013 erhielt er den Ralph F. Hirschmann Award in Peptide Chemistry und 2017 den Robert Robinson Award. 1988 erhielt er den Arthur C. Cope Scholar Award und 2007 den Ernest Guenther Award in Natural Products der ACS, den ACS Award for Creativity in Organic Synthesis, den ersten ISHC Katritzky Award in Heterocyclic Chemistry, den Paul Janssen Prize for Creativity in Organic Synthesis und 2014 den AACR Award in Chemistry in Cancer, 2020 den Tetrahedron-Preis und 2025 den Chemical Pioneer Award. 1985 bis 1989 war er Sloan Research Fellow und 1993 der Japan Society for the Promotion of Science. 2005 hielt er die Alder-Vorlesung an der Universität Köln.
1990 bis 2015 war er Mitglied des Herausgebergremiums von Tetrahedron Publications und 1990 bis 2015 war er Gründer und Herausgeber der Bioorganic and Medicinal Chemistry Letters.

## Schriften
- Modern Organic Synthesis Lecture Notes, TSRI Press, 1999